# Cala Mitjana
La Cala Mitjana és una platja verge de 145,6 hectàrees de superfície, de sorra blanca i fina i rodejada de pins, que es troba a la costa sud de Menorca, al terme municipal de Ferreries. Aquesta platja, recentment adquirida pel Ministeri de Medi Ambient d'Espanya per la seva gran importància ecològica i etnològica, presenta característiques pròpies de la zona sud de la costa de Menorca: aigües blaves, arena fina i exuberant vegetació.

## Accés

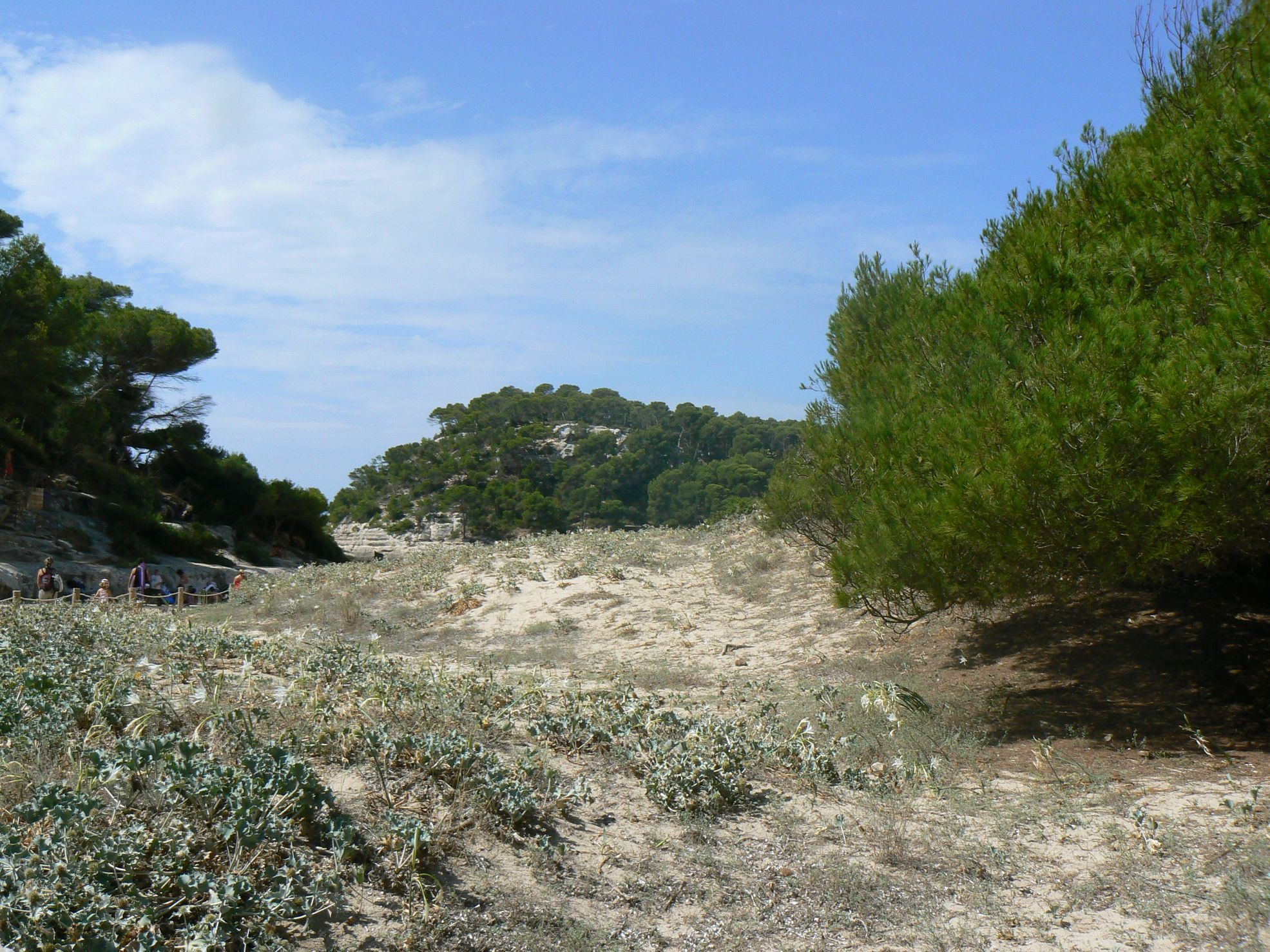
Accés a la platja des de l'aparcament

S'hi pot accedir fàcilment en cotxe, per la carretera de cala Galdana (la PM 714), i aparcar en un petit aparcament. A l'estiu l'accés és vigilat per una patrulla de policia, que controla que no hi vagi massa gent. Això vol dir que si hom va no gaire d'hora, en temporada alta, pot ser que sigui convidat a esperar que algú marxi per a poder entrar. Junt a l'aparcament hi ha lavabos públics en bon estat. L'últim tram cal fer-ho a peu, s'hi passa per una pineda ombrejada on hi ha taules i bancs per a fer pícnic.
Una altra manera d'anar és a peu pel camí de Cavalls (GR-223), que segueix la costa. Des d'aquest camí és l'única manera d'arribar a la cala veïna, més petita, la cala Mitjaneta. Uns pocs metres d'aquest camí s'utilitza per accedir a un trampolí natural de més de cinc metres d'alçada per a tirar-se a l'aigua. Des del camí de Cavalls, partint de la cala Mitjana i en direcció a la Cala Galdana, on pot accedir també al Penyalt Alt de s'Anglès, Sa Badritxa Encantada i l'Enfonsat de Binissalid, bonics penyals a ran de mar que no són accessibles en cotxe.
Òbviament hom pot hi accedir també en barca des del mar.

## Serveis
La cala disposa d'un petit aparcament, de WC, de taules ombrejades per menjar i de panells de presentació informatius (itinerari recreatiu autoguiat). No disposa de dutxa, ni vigilància, ni altres serveis. Tampoc no hi ha barraques ni botigues, ja que no es troba en una urbanització, ni és accessible en transport públic (autobús). Està prohibit tocar els animals que habiten la platja, però la pesca hi està permesa en algunes zones reservades a tal fi.

## Flora i fauna
La importància ecològica de la Cala Mitjana ve donada per la massa forestal, que alberga una gran i variada quantitat d'espècies animals i vegetals; i en especial un antiquíssim alzinar i un dels pocs reductes de tot Menorca de pins sicilians. Els principals hàbitats de la Cala Mitjana són l'alzinar, l'ullastrar, la murteda, marina calcícola, savinar, comunitat de coixinets espinosos naturals, llistonar i timoneda de dunes i vegetació halòfila de penya-segats.
Aquesta platja és apreciada pels pescadors de canya, que poden trobar peixos com l'oblada, la salpa, el sarg, l'esparrall, l'orada o la variada. D'altra banda, la intensa ocupació humana del litoral mediterrani fa que cada vegada sigui més difícil trobar indrets disponibles per a les aus marines i per a les que nidifiquen als penya-segats, sent la cala Mitjana un d'aquests pocs espais. Entre les espècies que l'habiten es troben el corb marí, el corb i diverses espècies de gavions i gavines, com la Larus cachinnans.
La Cala Mitjana es troba en una zona de penya-segats, que l'envolten a banda i banda. El costat oposat a la mar està ocupat primer per dunes i més al fons per pinars, que s'ajunten amb els pinars dels penya-segats. La vegetació de la platja es distribueix en franges paral·leles a la costa, en funció de la seva tolerància a la influència marina.

### Dunes
Adaptades a un ambient exigent, les plantes de les dunes són flexibles i fortes, resisteixen la sequera i la gran mobilitat del substrat. La vegetació dels primers relleus dunars està composta per gramínies, com per exemple l'alfalç marí, i per unes poques plantes baixes que fixen les dunes i que inclouen, entre d'altres, el card marí. La mobilitat del substrat les converteix en extraordinàriament fràgils, tant que no suporten el trepig. L'única comunitat llenyosa que es desenvolupa sobre les dunes de la Cala Mitjana és el savinar.

### Penya-segats
Entre els ullastrars i la vegetació halòfila dels penya-segats d'aquesta cala s'interposa la vegetació de coixinets espinosos, com el socarrell, la lletrera d'oruga i la camamil·la de la mar. La vegetació halòfila dels penya-segats és una comunitat perenne i esclarissada que colonitza les roquedes marítimes batudes per la mar. Aquestes plantes solen ser aerodinàmiques, dures i carnoses. Exemples d'aquestes plantes halòfiles són el fonoll marí i l'ensopegall.

### Posidònia
En aquesta platja, com passa a la majoria de platges mediterrànies en bon estat de salut, s'acumula la posidònia. Les restes seques de les fulles d'aquesta alga no són brutícia, al contrari, són un indicador de la netedat de l'aigua, i cal no netejar-les de la platja per a preservar el seu ecosistema natural. Aquesta planta originàriament era una espècie terrestre, però en el passat es va adaptar a l'aigua i avui viu en fons marins poc profunds amb gran quantitat de sediments. Als dipòsits de posidònia de les platges viuen diversos crustacis (per exemple, Gammarus sp. i Idotea sp.) coneguts amb el nom popular de puu. El puu s'utilitza tradicionalment com a esquer i grumeig pels pescadors de canya. Força pescadors menorquins pesquen habitualment només amb un fil, que subjecten directament amb el dit índex, a l'altre extrem del qual lliguen un ham, on punxen el grumeig que atrau els peixos.

## Arqueologia
La importància etnològica de la cala Mitjana es deu a la quantitat d'antigues construccions que hi ha a la zona, que rememoren la vida i les activitats dels nostres avantpassats: forn de calç, pedrera, sitges, cases de carboners, etc.